# BA-6
BA-6装甲車はソビエト連邦の装甲車である。改良元であるBA-3と同義で説明されることがあるが、いくつかの変更点があり、本稿では別の車両として扱う。

## 概要
ソ連のイジョルスキー製作所は、初の国産装甲車両であるBA-27の近代化版としてBA-Iを開発し、またBA-Iの攻撃力などを増強したBA-3を開発し、いずれも量産体制に移っていた。
しかしBA-3はサスペンションやギアなどが幾分装甲車両としては不向きであり、エンジントラブルなどが頻発したことから、これらの改善及び全体の軽量化、ギア比の調整を図った。こうして開発されたのがBA-6である。

## 性能
カタログスペック上のデータや形状的にはBA-3との違いはそれほど多くない。
しかし1t近い軽量化によって全体的な負荷が小さくなった事でエンジントラブルがやや改善された他、主砲弾の搭載弾数が増えている。一方で速度が少々低下しているのだが、行動距離の長さには大きな変化はない。
BA-3は装甲車でありながら45mm戦車砲を搭載していたことで当時最強の戦闘力を持つ装甲車であったが、BA-6が開発された時期になってもこのレベルの装甲車を開発した国はなく、やはり1930年代においては最強の装甲車の一つ足り得た。

## 運用
BA-6の初陣もやはりBA-IやBA-3同様スペイン内戦であった。
その他モンゴル人民共和国、トルコ、アフガニスタンへの供与が行われている。
ノモンハン事件においては労農赤軍にとってBA-10に次ぐ新鋭の車両であったが、やはり速度を求めた薄い装甲は日本軍の重機関銃にさえ貫通された。またこれに先立つ張鼓峰事件において日本軍がBA-3と共にBA-6を鹵獲したという説がある。
その後冬戦争、独ソ戦にも運用されるが、BA-6はソ連においては1942年時点で制式装備から外されており、BA-20やBA-64が主力となった。
しかし冬戦争（もしくは継続戦争）においてBA-6を10台程度鹵獲したフィンランド国防軍は、これを1944年9月19日のモスクワ休戦協定による休戦まで運用し続け、1956年頃まで制式装備であったとされている。
またスペイン内戦でフランコ陣営が共和陣営から鹵獲した少数のBA-6が、戦後のスペイン軍において1950年代まで運用されていたとされる。

## 改良型
BA-6はBA-3と共に大量生産が行われ、改良型が開発されている。
- BA-6M　エンジンをGAZ-M1に変更し、さらなる軽量化を図った型。重量は4.8t、エンジン出力が50hpになったことで最高速度が53km/h、行動距離が300km程度まで上昇した。
- BA-6ZhD　鉄道型。鉄輪を装着することで線路上を55km/hで走行可能。行動距離は150km程度で、偵察用に開発された。通常の道路走行も可能。
- BA-9　さらなる軽量化を図る為に12.7mm重機関銃を主砲にした新型車両。しかし12.7mm重機関銃の生産が滞り試作に終わる。

## 外見的区別
BA-3とBA-6、そして改良型であるBA-6MとBA-10は外見的に非常に似通っており、区別が難しい。
BA-3とBA-6の違いは、BA-3が車体後面右側にアクセスドアを設けていたのに対し、BA-6は同じ場所に視察用スリット付き小ハッチしか設けていなかったなどがある。
BA-6MとBA-10は共にほぼ同形態の砲塔を搭載していたが、BA-10にあった砲塔上面の潜望鏡式視察・照準器がBA-6Mにはなかった。
またBA-10の車体後面は丸みを持たせて整形されていたのに対し、BA-6MはBA-6同様平らな圧延鋼板二枚を組み合わせた角張ったものであった、などの違いがある。